# Kelly Tarlton's Sea Life Aquarium
Le Kelly Tarlton's Sea Life Aquarium, anciennement Kelly Tarlton's Underwater World, est un aquarium d'Auckland en Nouvelle-Zélande.
Ouvert en 1985, cet aquarium public est le projet du biologiste marin Kelly Tarlton (1937-1985). Construit dans des réservoirs de stockage des eaux usées désaffectés, l'aquarium est l'un des pionniers de l'utilisation de nouveaux matériaux qui ont permis la création de tunnels courbes, ainsi que l'utilisation de tapis roulants pour assurer le flux des visiteurs.

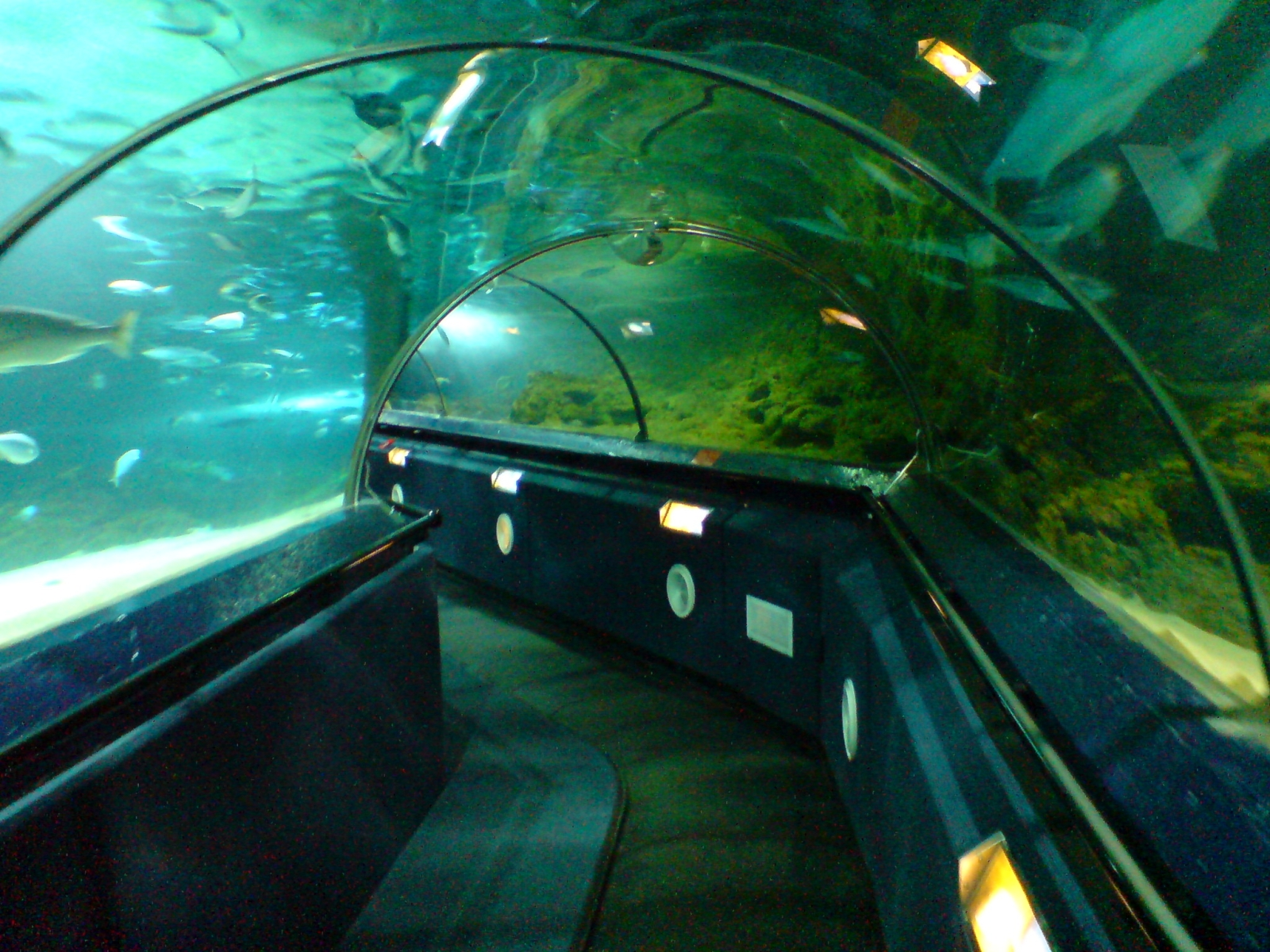
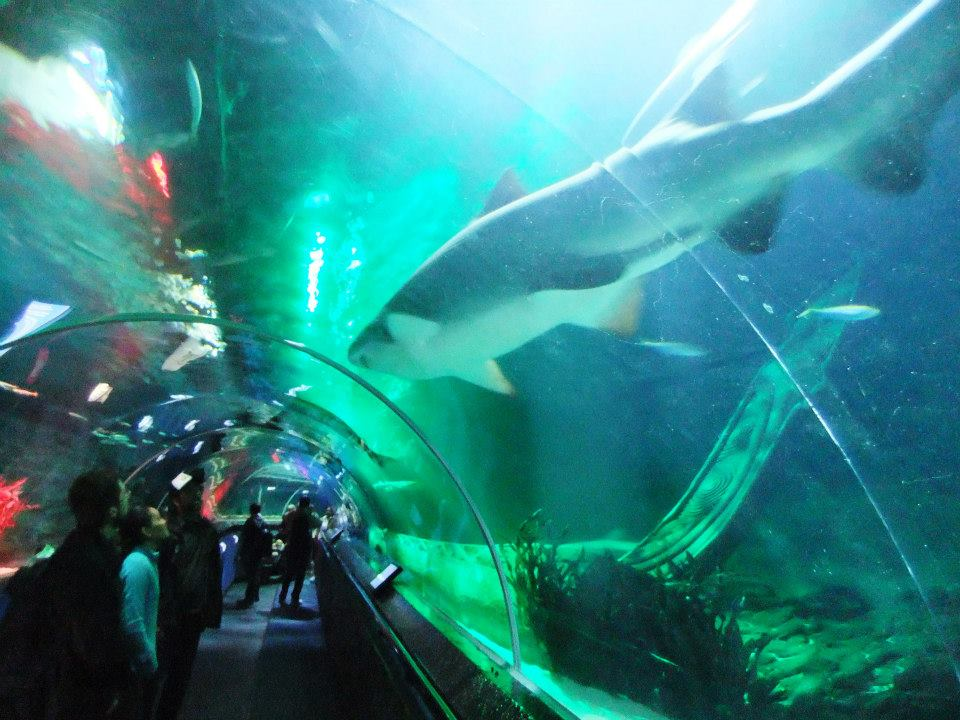
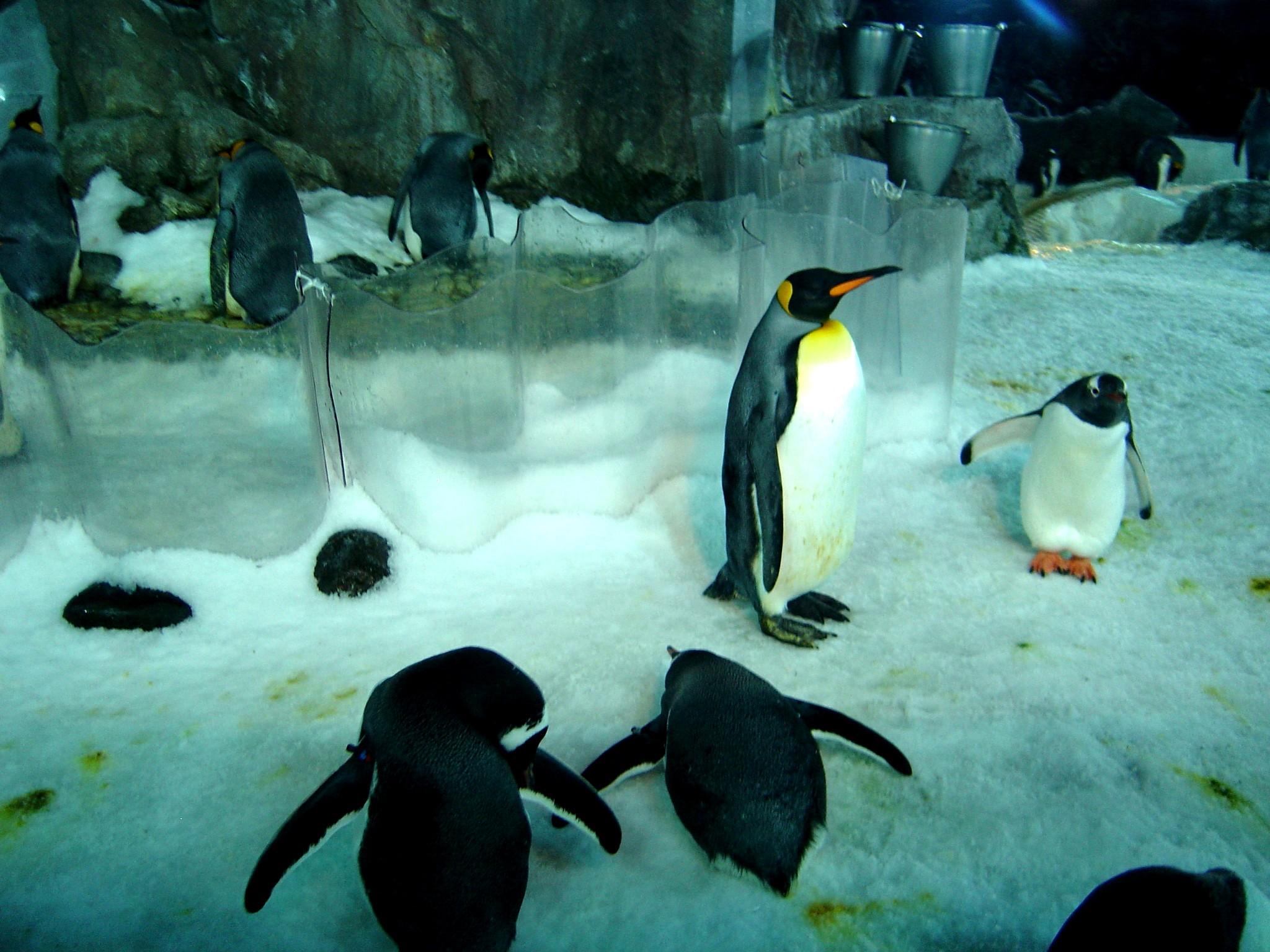